# لی ون‌هان
لی وِن‌هان (انگلیسی: Li Wenhan؛ زادهٔ ۲۲ ژوئیهٔ ۱۹۹۴) خواننده و بازیگر اهل چین است.